# Калатрава, Хосе Мария
Хосе́ Мари́я Калатра́ва (исп. José María Calatrava; 26 февраля 1781, Мерида, — 16 января 1846, Мадрид) — испанский политический деятель.

## Биография
Хосе Мария Калатрава родился 26 февраля 1781 года в Мериде.
Сначала адвокат в Бадахосе, в кортесах во время борьбы за независимость был сторонником свободы, за что в 1814 году, при возвращении Фердинанда VII, был изгнан и вернулся лишь после амнистии 1820 года. По его предложению кортесы этого года заявили, что распущенное королём конституционное министерство сохранило доверие нации.
Во время кампании 1823 года кортесы назначили его как представителя эксальтадос министром юстиции и временным исполняющим обязанности министра внутренних дел. Реставрация абсолютной власти заставила его снова удалиться из Испании. Позже он играл большую роль в кортесах 1837 года, давших стране новую Конституцию; около года был министром иностранных дел и президентом совета, а после отставки энергично боролся с партией Эспартеро.
Хосе Мария Калатрава умер 16 января 1846 года в городе Мадриде и был похоронен в общем мавзолее при Пантеоне выдающихся людей расположенном в испанской столице.